# عبد الكريم أحمد موجي
عبد الكريم أحمد موجي ليبان ( (بالصومالية: Cabdikariin Axmed Mooge Liibaan)‏ سياسي صومالي يشغل حاليا منصب عمدة هرجيسا، أكبر مدن صوماليلاند وعاصمتها، وينحدر من عشيرة عيدجلي إحدى عشائر إسحاق.

## حياته الشخصية
عبد الكريم هو نجل الفنان الصومالي الشهير أحمد موجي ليبان وابن شقيق الفنان الصومالي الشهير محمد موجي ليبان، ولد عام 1974 في مدينة جروي بولاية بونتلاند الصومالية، إلا أنه نشأ في هرجيسا.

## حياته المهنية
انضم عبد الكريم مبكرا إلى حزب وطني، أكبر حزب معارض في أرض الصومال، انتُخب عمدة لمدينة هرجيسا في الانتخابات البلدية لعام 2021 خلفا للعمدة السابق عبد الرحمن محمود عيديد، بحصوله على أكبر عدد من الأصوات من بين جميع المرشحين في هرجيسا.